# Faetano
Faetano es un castello (municipio) de San Marino. Tiene 1177 habitantes a mayo de 2013 y su extensión es de 7,7 km².

## Historia
En el siglo XIII este territorio formaba parte del municipio de Rímini, en 1371 hacia parte de los dominios de la Malatesta de Rímini en nombre del Stato della Chiesa, pasó a formar parte espontáneamente de la República de San Marino solo en el año 1463. La iglesia de San Pablo Apóstol (chiesa di San Paolo apostolo ) se consagró en 1917, la Casa del Castillo (Casa del Castello) con un campanario de piedra posee además el reloj más antiguo de la república de San Marino.

## Geografía
Posee una superficie estimada en 775 hectáreas. Limita con los municipios sanmarinenses de Montegiardino, Fiorentino, Borgo Maggiore y Domagnano y con los municipios italianos de Coriano, Montescudo y Sassofeltrio.

## Deportes
- En el deporte se encuentra el fútbol y el único equipo que maneja el municipio es SC Faetano que en la liga nacional quedó último, su estadio es el Stadio Fonte dell'Ovo[5]

## Parroquias
Está dividido administrativamente en cuatro parroquias.
- Cà Chiavello
- Calligaria
- Corianino
- Monte Pulito